# Radium Springs (Nuevo México)
Radium Springs es un lugar designado por el censo ubicado en el condado de Doña Ana en el estado estadounidense de Nuevo México. En el Censo de 2010 tenía una población de 1699 habitantes y una densidad poblacional de 109,77 personas por km².

## Geografía
Radium Springs se encuentra ubicado en las coordenadas 32°28′42″N 106°54′11″O / 32.47833, -106.90306. Según la Oficina del Censo de los Estados Unidos, Radium Springs tiene una superficie total de 15.48 km², de la cual 15.48 km² corresponden a tierra firme y (0%) 0 km² es agua.

## Demografía
Según el censo de 2010, había 1699 personas residiendo en Radium Springs. La densidad de población era de 109,77 hab./km². De los 1699 habitantes, Radium Springs estaba compuesto por el 85.52% blancos, el 0.53% eran afroamericanos, el 0.94% eran amerindios, el 0.35% eran asiáticos, el 0% eran isleños del Pacífico, el 10.95% eran de otras razas y el 1.71% pertenecían a dos o más razas. Del total de la población el 52.8% eran hispanos o latinos de cualquier raza.